# Panamai balboa
A balboa Panama egyik hivatalos pénzneme. Vasco Núñez de Balboa spanyol felfedező és konkvisztádor tiszteletére nevezték el.

## Története
A balboát 1904-ben a kolumbiai peso helyébe vezették be, miután az ország elnyerte függetlenségét. A valuta árfolyama azóta a(z egyébként szintén törvényes fizetőeszköz) amerikai dollárhoz van kötve 1:1 arányban, melyre szabadon átváltható, és amellyel együtt forog az országban.
A balboa századrésze a centésimo. A jelenleg készülő centésimo érmék tömege, mérete és anyaga megegyezik az azonos címletű cent érmék hasonló paramétereivel, és ugyanott, az Egyesült Államok Pénzverdéjében készül. A Panamai Nemzeti Bank alkalmanként kibocsát egybalboás érméket is, melynek paraméterei megegyeznek az amerikai Eisenhower dolláréval.
Panamai balboa címletű bankjegyeket mindössze egyszer, 1941-ben bocsátottak ki Arnulfo Arias elnök idején. Ezeket néhány napon belül vissza is vonták a forgalomból, innen származik a "hétnapos dollár" elnevezés. Azóta nem volt újabb kísérlet önálló bankjegy-kibocsátásra, kizárólag a dollár bankjegyeket használják.